# Hello (Pop Smoke)
Hello è un singolo del rapper statunitense Pop Smoke, pubblicato il 9 febbraio 2021 come sesto estratto dal primo album in studio Shoot for the Stars, Aim for the Moon.

## Descrizione
Hello, trentesima traccia contenuta nella versione deluxe del disco, vede la partecipazione del rapper statunitense A Boogie wit da Hoodie ed è stata scritta dai due interpreti con Jason Avalos, Alex Petit e Ricardo Lamarre, e prodotta da questi ultimi due, in arte rispettivamente CashmoneyAP e Rico Beats.

## Formazione
Musicisti
- Pop Smoke – voce
- A Boogie wit da Hoodie – voce aggiuntiva
- Alex Petit – programmazione
- Jason Avalos – programmazione
- Ricardo Lamarre – programmazione

Produzione
- CashmoneyAP – produzione
- Rico Beats – produzione
- L3gion – produzione aggiuntiva
- Jess Jackson – mastering, missaggio
- Rose Adams – assistenza al missaggio
- Sage Skolfield – assistenza al missaggio
- Sean Solymar – assistenza al missaggio
- Alex Estevez – registrazione
- Nate Alford – registrazione

## Classifiche
| Classifica (2020-21) | Posizione massima |
| -------------------- | ----------------- |
| Austria              | 73                |
| Canada               | 31                |
| Francia              | 175               |
| Germania             | 87                |
| Grecia               | 14                |
| Irlanda              | 76                |
| Lituania             | 89                |
| Portogallo           | 98                |
| Stati Uniti          | 84                |
| Svizzera             | 53                |